# Casa Nova de l'Argila
Casa Nova de l'Argila és una masia de Gurb (Osona) inclosa a l'Inventari del Patrimoni Arquitectònic de Catalunya.

## Descripció
L'estructura original de la masia és de planta allargada amb poques obertures i un portal central sobre el qual s'obre la finestra de la sala (dependència principal del primer pis, a partir del qual s'accedeix a les altres habitacions), que posteriorment a la primera època constructiva fou convertit en balcó.
Davant la casa, però sense estar-hi adossat, es conserva l'antiga estructura del paller o quadres construïda amb tàpia i encara utilitzada actualment.

## Història
Correspon al tipus de masia més senzilla de la sèrie tipològica que s'observa al municipi. Bàsicament conserva l'estructura original i fonamentalment han sofert canvis les dependències corresponents al bestiar i els ferratges.